# Clarice Starling
Clarice Starling est un personnage de fiction créé par Thomas Harris dans le roman Le Silence des agneaux en 1988.

## Biographie fictive
Le supérieur de Clarice, l'agent Jack Crawford, fait appel à elle, simple stagiaire, pour interroger le Docteur Hannibal Lecter, psychiatre enfermé dans sa cellule de Baltimore pour de nombreux meurtres et actes de cannibalisme. La véritable motivation de Crawford est d'envoyer une personne à qui Lecter serait tenté de parler car les rares personnes qui osent interroger le psychiatre reviennent généralement effondrées, Lecter s'amusant de leur infériorité intellectuelle. C'est ainsi que Clarice va demander au Docteur de remplir un formulaire ayant pour objectif de mieux cerner le profil psychologique d'un tueur en série. Hélas pour elle, Lecter, quoique charmé par la jeune femme, lit dans son esprit comme il sait si bien le faire et fait revenir à la surface le douloureux passé de l'orpheline. Outré de l'attitude d'un de ses voisins de cellule envers Clarice, Lecter lui donne, pour s'excuser (il se considère responsable de ce qui s'est passé) l'adresse d'un hangar où elle découvre une tête.
Cela lui permet de retourner voir le Docteur et, finalement, celui-ci la met sur la piste du tueur en série Buffalo Bill, comme l'espérait Crawford. Cependant, celui-ci fait une proposition mensongère à Lecter afin de libérer la fille du sénateur Martin, dernière victime de "Bill". Puis Lecter obtient son transfert à Memphis d'où, après avoir à nouveau discuté avec Clarice et lui avoir donné quelques indices, il s'évade en tuant deux gardes, et par un coup de bluff aussi stupéfiant que macabre. Clarice réussit à stopper "Buffalo Bill" qui se nommait en réalité Jame Gumb et libère la fille du sénateur. Elle est promue agent fédéral du FBI peu de temps après, et reçoit les félicitations du Docteur Lecter, sans toutefois savoir où il se trouve.
Une dizaine d'années plus tard, après une mission chaotique ayant tourné au désastre, Clarice se voit contrainte de conclure un marché : elle reprend l'affaire Lecter et en échange, Paul Krendler, un politique véreux, calme la presse. Clarice accepte et commence ses recherches du Docteur, qui lui a envoyé une lettre parfumée. Elle le retrouve à Florence où il tue un employé du milliardaire Mason Verger, censé le capturer, ainsi qu'un policier accomplissant la même tâche pour la même personne. Elle assiste ensuite à l'enlèvement du Docteur, venu la voir, par des hommes de Verger qu'elle suit, désobéissant aux consignes de Crawford. 
Elle le sauve d'une torture horrible après avoir tué deux personnes mais reçoit une balle pendant le combat. Elle se réveille chez le Docteur, en bord de mer où il lui a préparé un diner "romantique", car il a un profond respect et admiration pour elle. Il déguste la cervelle de Krendler, qui a causé du tort à Clarice pendant longtemps. Clarice tente plusieurs fois de tuer Hannibal durant le dîner et finit par le coincer avec des menottes. Mais il parvient à s'enfuir en se coupant sa propre main, n'osant pas toucher celle à qui il est tellement attaché.
Cependant, il en est autrement dans le livre : Clarice s'enfuit avec Hannibal, elle-même étant amoureuse du criminel.

## Description

### Physique
Clarice est une jeune femme de belle apparence. Dans Le silence des agneaux, alors qu'elle se recoiffe, il est dit "qu'elle savait qu'il ne lui était pas nécessaire de se pomponner pour être agréable à regarder". Depuis la fin de ce même roman et l'arrestation de Bufallo Bill, elle a une trace de poudre sur la joue.
À la fin du roman Hannibal, elle est décrite par Barney comme ayant une longue chevelure brune avec des reflets blonds, des bras fins mais musclés et de beaux yeux bleus.

## Création du personnage
Sa première apparition se situe dans le second roman de Harris où figure le Dr Hannibal Lecter.
Dans l'adaptation cinématographique du Silence des agneaux, elle est interprétée par Jodie Foster, tandis que dans le film Hannibal, elle est jouée par Julianne Moore. (Foster refusait d'apparaître dans Hannibal sauf si la fin était modifiée. Alors que Harris finissait d'écrire la fin alternative, Foster a choisi de rejoindre un autre projet.)
La Clarice Starling de Jodie Foster se classe au sixième rang des meilleurs personnages de fiction de l'histoire du cinéma dans le classement 100 Years... 100 Heroes and Villains de l'American Film Institute.

## Œuvres où le personnage apparaît

### Romans
- Le Silence des agneaux (Silence of the Lambs, 1988)
- Hannibal (Hannibal, 1999)

### Cinéma
- Le Silence des agneaux (The Silence of the Lambs, Jonathan Demme, 1991) avec Jodie Foster
- Hannibal (Ridley Scott, 2001) avec Julianne Moore

### Série télévisée
- Clarice (2021), avec Rebecca Breeds